# Gaußsche Krümmung
Die gaußsche Krümmung (das gaußsche Krümmungsmaß) ist neben der mittleren Krümmung der wichtigste Krümmungsbegriff in der Theorie der Flächen im dreidimensionalen euklidischen Raum ({\displaystyle \mathbb {R} ^{3}}), einem Gebiet der Differentialgeometrie. Sie ist benannt nach dem Mathematiker Carl Friedrich Gauß.

## Definition
Gegeben seien eine reguläre Fläche im {\displaystyle \mathbb {R} ^{3}} und ein Punkt dieser Fläche. Die gaußsche Krümmung {\displaystyle K} der Fläche in diesem Punkt ist das Produkt der beiden Hauptkrümmungen {\displaystyle k_{1}} und {\displaystyle k_{2}}:
{\displaystyle K\,=\,k_{1}\cdot k_{2}={\frac {1}{r_{1}}}\cdot {\frac {1}{r_{2}}}}.
Dabei sind {\displaystyle r_{1}} und {\displaystyle r_{2}} die beiden Hauptkrümmungsradien.

## Beispiele

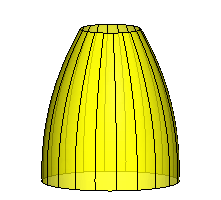
Buckelfläche mit {\displaystyle K>0}
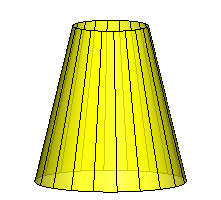
Abwickelbare Fläche mit {\displaystyle K=0}
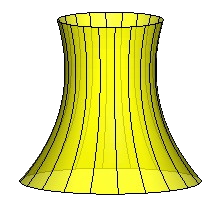
Hyperboloid mit {\displaystyle K<0}

- Im Falle einer Kugel(oberfläche) mit Radius {\displaystyle r} ist die gaußsche Krümmung gegeben durch {\displaystyle K=1/r^{2}}.

- In einem beliebigen Punkt auf der gekrümmten Fläche eines geraden Kreiszylinders, eines geraden Kreiskegels oder jeder anderen abwickelbaren Fläche ist die gaußsche Krümmung {\displaystyle K=0}.

## Berechnung
- Sind {\displaystyle E}, {\displaystyle F}, {\displaystyle G} bzw. {\displaystyle L}, {\displaystyle M}, {\displaystyle N} die Koeffizienten der ersten bzw. zweiten Fundamentalform, so gilt folgende Formel:

{\displaystyle K={\frac {LN-M^{2}}{EG-F^{2}}}}
- Ist die betrachtete Fläche der Graph einer Funktion {\displaystyle f} über dem Parameterbereich {\displaystyle U}, also {\displaystyle X(u,v)=(u,v,f(u,v))} für alle {\displaystyle (u,v)\in U}, so gilt für die gaußsche Krümmung:

{\displaystyle K={\frac {f_{uu}f_{vv}-f_{uv}^{2}}{{(1+f_{u}^{2}+f_{v}^{2})}^{2}}}}
Hierbei bezeichnen {\displaystyle f_{u}} und {\displaystyle f_{v}} die ersten und {\displaystyle f_{uu}}, {\displaystyle f_{uv}} und {\displaystyle f_{vv}} die zweiten partiellen Ableitungen von {\displaystyle f}.
- Ist die Fläche als Nullstellenmenge {\displaystyle f^{-1}(0)} einer Funktion {\displaystyle f\colon \mathbb {R} ^{3}\to \mathbb {R} } mit regulärem Wert {\displaystyle 0\in \mathbb {R} } gegeben, dann berechnet sich die gaußsche Krümmung aus der Formel[1]

{\displaystyle K={\frac {{\nabla f}^{T}\cdot \operatorname {adj} (H_{f})\cdot \nabla f}{|\nabla f|^{4}}}.}
Dabei ist {\displaystyle |\nabla f|} der Betrag des Gradienten und {\displaystyle \operatorname {adj} (H_{f})} die Adjunkte der Hesse-Matrix von {\displaystyle f}.

## Eigenschaften

### Vorzeichen
In elliptischen Punkten ist die gaußsche Krümmung positiv ({\displaystyle K>0}), in hyperbolischen Punkten negativ ({\displaystyle K<0}) und in parabolischen Punkten oder Flachpunkten verschwindet sie.
Beispiele:
- Bei einem Fahrradschlauch (= Torus) sind die auf der Felge liegenden Punkte hyperbolisch und die außen liegenden Punkte elliptisch. Die zwei Trennlinien dieser beiden Bereiche sind zwei Kreise, deren Punkte parabolisch sind.
- Ein Ellipsoid hat nur elliptische, ein hyperbolisches Paraboloid (= Sattelfläche) hat nur hyperbolische Punkte.

### Eigenschaft der inneren Geometrie
Die gaußsche Krümmung hängt nur von der inneren Geometrie der gegebenen Fläche ab (siehe Theorema egregium von C. F. Gauß). Dieser Satz ist ein Korollar aus der Formel von Brioschi:
{\displaystyle K={\frac {1}{(EG-F^{2})^{2}}}\left({\begin{vmatrix}-{\frac {1}{2}}E_{vv}+F_{uv}-{\frac {1}{2}}G_{uu}&{\frac {1}{2}}E_{u}&F_{u}-{\frac {1}{2}}E_{v}\\F_{v}-{\frac {1}{2}}G_{u}&E&F\\{\frac {1}{2}}G_{v}&F&G\end{vmatrix}}-{\begin{vmatrix}0&{\frac {1}{2}}E_{v}&{\frac {1}{2}}G_{u}\\{\frac {1}{2}}E_{v}&E&F\\{\frac {1}{2}}G_{u}&F&G\end{vmatrix}}\right)}
Dabei sind {\displaystyle E}, {\displaystyle F} und {\displaystyle G} die Koeffizienten der ersten Fundamentalform. Die Bezeichnungen {\displaystyle E_{u}}, {\displaystyle F_{uv}} usw. stehen für erste und zweite partielle Ableitungen nach den Parametern {\displaystyle u} und {\displaystyle v}, mit denen die gegebene Fläche parametrisiert wird. Diese Gleichung ist unter anderem eine der notwendigen Integrationsbedingungen der Gauß-Weingarten-Gleichungen.
Eine weitere Formel zur Berechnung der gaußschen Krümmung lautet:
{\displaystyle K=-{\frac {1}{2{\sqrt {EG-F^{2}}}}}\left(\left({\frac {E_{v}-F_{u}}{\sqrt {EG-F^{2}}}}\right)_{v}+\left({\frac {G_{u}-F_{v}}{\sqrt {EG-F^{2}}}}\right)_{u}\right)-{\frac {1}{4\left(EG-F^{2}\right)^{2}}}{\begin{vmatrix}E&E_{u}&E_{v}\\F&F_{u}&F_{v}\\G&G_{u}&G_{v}\end{vmatrix}}}
Im Falle einer orthogonalen Parametrisierung ({\displaystyle F=0}) reduziert sich diese Formel auf
{\displaystyle K=-{\frac {1}{2{\sqrt {EG}}}}\left(\left({\frac {E_{v}}{\sqrt {EG}}}\right)_{v}+\left({\frac {G_{u}}{\sqrt {EG}}}\right)_{u}\right)}
Wenn die Fläche isotherm parametrisiert ist, d. h., es gilt {\displaystyle 0<E=G} und {\displaystyle F=0}, dann schreibt sich
{\displaystyle K=-{\frac {1}{2E}}\Delta \log E}
mit dem Laplaceoperator
{\displaystyle \Delta ={\frac {\partial ^{2}}{\partial u^{2}}}+{\frac {\partial ^{2}}{\partial v^{2}}}}.

## Totalkrümmung

Die Innenwinkelsumme eines Flächendreiecks auf einer negativ gekrümmten Fläche ist kleiner als 180°.

Das Oberflächenintegral
{\displaystyle \iint _{T}K\,dA}
der gaußschen Krümmung {\displaystyle K} über eine Teilmenge {\displaystyle T} einer Fläche bezeichnet man als deren Totalkrümmung. Bei Vielecken, deren Kanten Geodätische sind, besteht ein Zusammenhang zwischen der Totalkrümmung und der Innenwinkelsumme. Beispielsweise gilt für die Innenwinkelsumme {\displaystyle \alpha +\beta +\gamma } eines geodätischen Dreiecks:
{\displaystyle \alpha +\beta +\gamma =\pi +\iint _{T}K\,dA.}
Die Totalkrümmung eines geodätischen Dreiecks entspricht also der Abweichung der Innenwinkelsumme von {\displaystyle \pi }:
Die Innenwinkelsumme eines sich auf einer positiv gekrümmten Fläche befindenden Dreiecks überschreitet {\displaystyle \pi }, auf einer negativ gekrümmten Fläche liegt die Innenwinkelsumme unterhalb von {\displaystyle \pi }. Beträgt die Gaußkrümmung null, so beträgt die Innenwinkelsumme wie im ebenen Fall exakt {\displaystyle \pi }.
Eine Verallgemeinerung dieses Sachverhaltes ist der Satz von Gauß-Bonnet, der einen Zusammenhang zwischen der gaußschen Krümmung einer Fläche und der geodätischen Krümmung der zugehörigen Randkurve beschreibt.